# Coctaca
Coctaca es una localidad argentina ubicada en el Departamento Humahuaca de la provincia de Jujuy. Se encuentra 10 km al noreste de Humahuaca, sobre el valle de un río que desemboca en el río Grande de Jujuy, con la peculiaridad de poseer una amplia zona de 4 mil ha muy favorable para los cultivos, a diferencia de las demás poblaciones que se encuentran en valles muy angostos.
En la zona existen ruinas de la civilización omaguaca, la más desarrollada en cuanto a la agricultura, ya que los cultivos aquí producidos alimentaban una población de 10 mil habitantes, sirviendo además para el comercio con otras culturas como la incaica o santamariana. Además de restos de viviendas son notorios los restos de terrazas de cultivo, así como también las cuevas con arte rupestre. El sitio estuvo poblado al menos desde el inicio de la era cristiana hasta la llegada de los españoles, cuando los incas habían cambiado notoriamente el esquema de cultivos.
Existe un proyecto para la recuperación del cultivo de ñame (u oca: Oxalis tuberosa), uno de los principales cultivos andinos.